# کاتای یونایتد بنک
کاتای یونایتد بنک (انگلیسی: Cathay United Bank) شرکت خدمات مالی و بانکداری تایوانی است، که در سال ۱۹۷۵ تأسیس شد.